# Jules-Félix Pernod

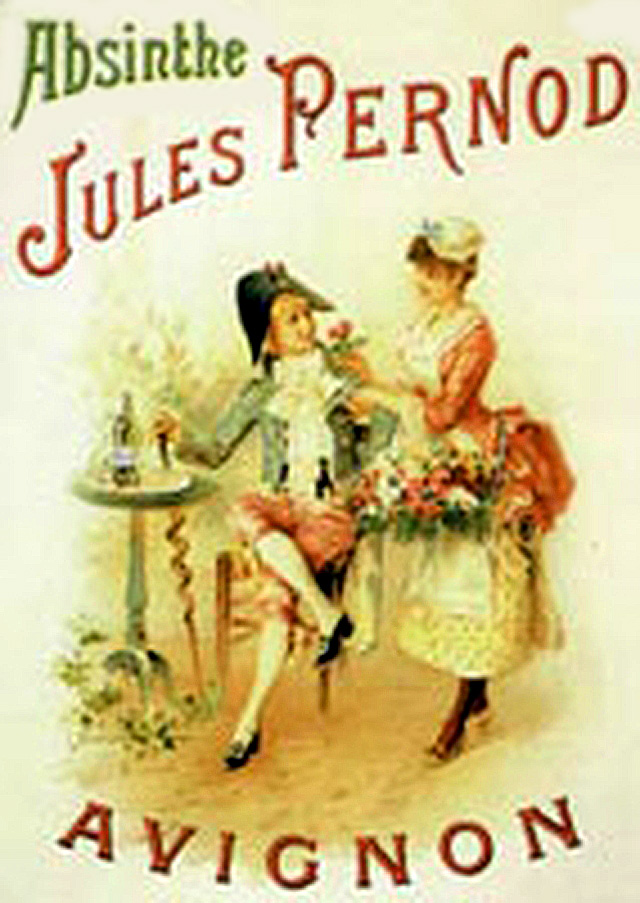
Affiche de l'absinthe Jules Pernod publiée avant 1907, date du début de la campagne contre la fée verte.

Jules-Félix Pernod, né à Avignon le 20 janvier 1871 et mort le 13 juillet 1928 à Paris, est le fils de Jules-François Pernod qui, en 1872, a fondé la société « Pernod et fils » à Avignon.

## Biographie

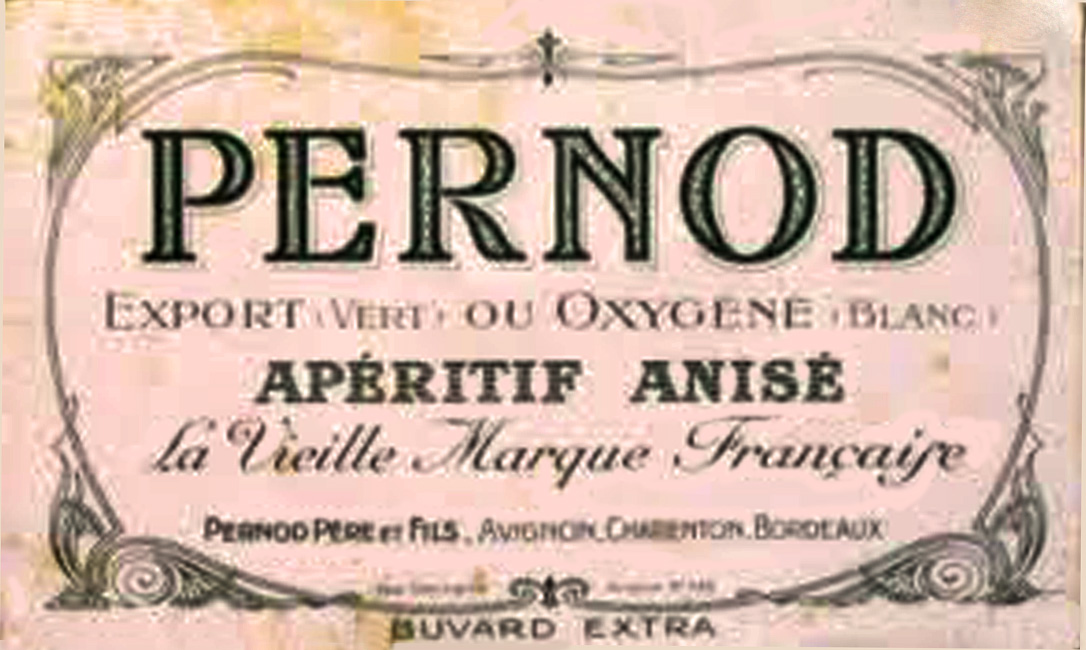
Buvard publicitaire Pernod père et fils.

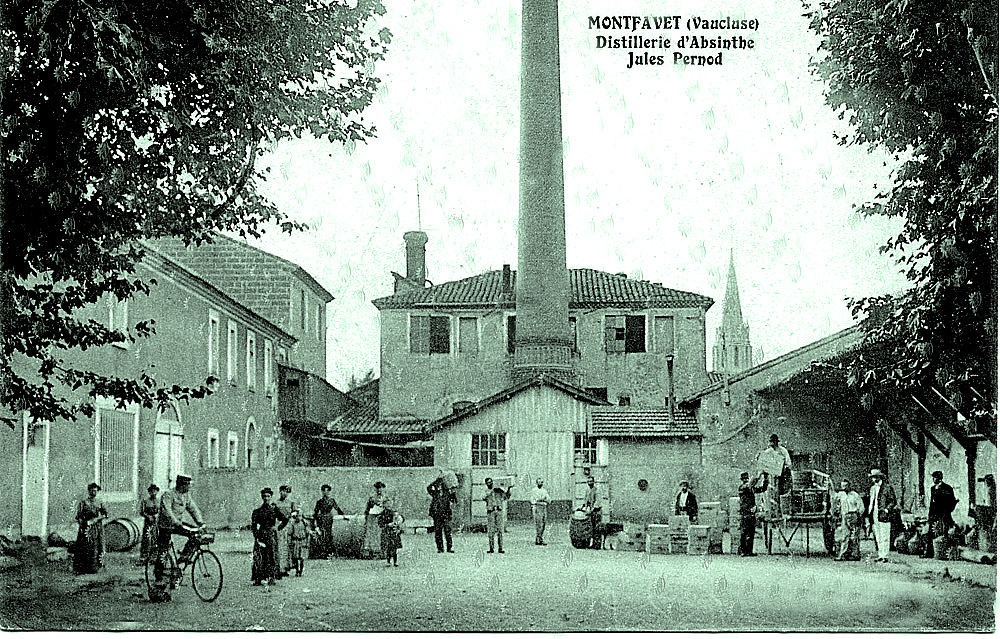
Distillerie d'absinthe Jules Pernod à Montfavet.

La production d'absinthe initiée par son père et qui avait assis la fortune de la famille commence à être la cible d'une vive campagne contre ses méfaits dès 1907. Sa production est interdite par une loi du Parlement français votée le 16 mars 1915. Successeur de son père à la tête de l'entreprise Pernod Père et Fils d'Avignon en 1916, Jules-Félix fonde en 1918 la marque Anis Pernod qui produira le premier pastis commercialisé,. Son usine de Montfavet met aussi en marché d'autres produits anisés ou non comme le « Vin Pernod », le « Kunnel Korta », le « Velours » sans alcool ou toute une gamme d'anis à 30, 32, 35 et 40°. 
En 1926, les Maisons A. Hémard et Pernod Fils Réunies, propriétaires de la célèbre marque Pernod Fils de Pontarlier, ayant déposé la marque Anis Pernod fils, Jules-Félix dépose une plainte contre eux qu'il argumente ainsi : « Il y a en notre faveur une antériorité indiscutable, l'Anis Pernod ayant été déposé à la fin des hostilités de 1914-1918, alors que la marque Anis Pernod et fils ne l'a été que dans les premiers mois de 1926. Dès l'apparition des produits anisés, nous avons été et restons les premiers dans le monde, les seuls Pernod fabricants d'anis. Nous ajouterons que notre ancien concurrent Pernod fils, dont nous ne contestons nullement l'existence en tant que marque d'absinthe, n'a aucun droit à l'appellation Pernod pour l'anis, le succès de notre marque Pernod a fait et fera des envieux, Nous en aurons raison ». 
Le procès fut gagné en première instance et il fut fait appel. Jules-Félix Pernod décéda en 1928 mais le 4 décembre de cette même année, les deux établissements d'Avignon et de Pontarlier fusionnèrent pour devenir les « Établissements Pernod ».
Propriétaire du Château de Villette (Condécourt).